# Đorđe Pažin
Đorđe Pažin (in serbo Ђорђе Пажин?; Ćuprija, 31 marzo 2001) è un cestista serbo di formazione italiana, di ruolo ala piccola.